# Percy Noble
Percy Lockhart Harnam Noble (16 de enero de 1880-25 de julio de 1955) fue un oficial naval británico, quién ascendió al rango de almirante y fue el comandante en jefe de la Marina Real británica del Atlántico Norte en dos años cruciales durante la Segunda Guerra Mundial.

## Carrera naval
Sus padres fueron el oficial de la marina de la India, el coronel Charles Noble y Ane Noble (de soltera Hay). Educado en la Academia de Edimburgo, se unió a la marina real el 15 de enero de 1894, y fue ascendido a teniente el 1 de abril de 1902, cuándo fue contratado al acorazado HMS Aníbal sirviendo en la Flota del Canal.
Sirvió en la Gran Flota durante la Primera Guerra Mundial. De 1918 a 1925 comandó el crucero HMS Calliope y HMS Calcutta y luego el acorazado HMS Barham antes de ser nombrado oficial naval sénior en Harwich en 1925. Luego comandó un centro de entrenamientos de cadetes en Forton en Gosport desde 1927. Fue nombrado jefe de división de Operaciones en el Almirantazgo en 1928. Luego fue jefe de Equipamiento Naval desde 1931 antes de regresar a mar a la cabeza del 2.º Escuadrón de Cruceros en 1932. Poco después regresó al Almirantazgo como cuarto Señor de Mar en 1935, antes de regresar como Comandante en Jefe de la estación de China en 1938.
En su regreso al Reino Unido, el almirante Noble fue nombrado Comandante en Jefe de los accesos occidentales al Canal de la Mancha. Noble ejerció el mando desde su cuartel en Derby en Liverpool, durante un periodo que se extiende desde principios de 1941 a noviembre de 1942. Su trabajo en reorganizar grupos de escolta, y la modernización de los métodos de formación de escoltas son ampliamente considerados como haber sido elementos fundamentales cruciales del éxito eventual de la marina aliada en el escenario del Atlántico. Noble fue recordado por quienes trabajaron con él en Derby House como un comandante sencillo y una persona fácil de trabajar con él. Siempre conciliador, Noble fue un experto en construir consenso alrededor de sus cursos escogidos de acción. Noble fue, aunque no obligado, sin duda empujado fuera de los accesos occidentales para hacer espacio para el almirante Max Horton, cuya combativa personalidad y la experiencia en el servicio de submarino le hicieron el candidato ideal en los ojos de algunos para dirigir la guerra de los submarinos.
Noble se convirtió en jefe de la delegación naval británica en Washington D. C. en el año 1942. Se retiró de la marina real en 1945 y fue nombrado contraalmirante del Reino Unido (una cargo honorario sin responsabilidades prácticas) el 19 de junio de 1945.

## Honores y condecoraciones
- Orden del Imperio británico GBE 1944
- Orden del Baño KCB 1936 (CB 1932)
- Real Orden Victoriana CVO 1920 (MVO 1901)
- Legión al Mérito (Estados Unidos) 1946
- Orden de San Olaf (Noruega) 1948
- Legión de Honor (Francia) 1948
- Orden del Dannebrog (Dinamarca) 1948
- Contralmirante del Reino Unido 1945
- Grados honorarios de las Universidades de Liverpool y de Belfast